# Leptotarsus (Macromastix) aurantioceps
Leptotarsus (Macromastix) aurantioceps is een tweevleugelige uit de familie langpootmuggen (Tipulidae). De soort komt voor in het Australaziatisch gebied.